# Lysapsus laevis
Espèce
Synonymes
- Pseudis laevis Parker, 1935
- Lysapsus limellus laevis (Parker, 1935)

Statut de conservation UICN

 LC  : Préoccupation mineure
Lysapsus laevis est une espèce d'amphibiens de la famille des Hylidae.

## Répartition
Cette espèce est présente dans le sud-ouest du Guyana et dans le nord du Brésil.

## Publication originale
- Parker, 1935 : The frogs, lizards and snakes of British Guiana. Proceedings of the Zoological Society of London, vol. 1935, p. 505-530.